# Nematocampa angulifera
Nematocampa angulifera là một loài bướm đêm trong họ Geometridae.